# 游棘蛇鲭
游棘蛇鲭（学名：Nealotus tripes），又名三棘若蛇鯖，为蛇鲭科游棘蛇鲭属的鱼类，分布於全球三大洋熱帶至溫帶海域，棲息深度914-1646公尺，本魚體細長而側扁，口大具利齒，體色黑褐色，背鰭及臀鰭棕色，口腔及鰓膜黑色，背鰭硬棘20-21枚，背鰭軟條16-19枚，臀鰭硬棘1枚，臀鰭軟條15-19枚;脊椎骨36-38個，體長可達25公分，為外洋性深海魚類，屬肉食性，以魚類、甲殼類、頭足類為食。

## 擴展閱讀
維基物種上的相關：三棘若蛇鯖